# Río Cashiboya
Der Río Cashiboya ist ein etwa 120 km langer rechter Nebenfluss des Río Ucayali im Osten von Peru in der Provinz Ucayali der Region Loreto.

## Flusslauf
Der Río Cashiboya entspringt im äußersten Nordosten des Distrikts Contamana in einem Höhenrücken auf einer Höhe von etwa 450 m. Der Fluss durchquert das Amazonastiefland in überwiegend südwestlicher Richtung. Er weist dabei streckenweise ein stark mäandrierendes Verhalten mit zahlreichen engen Flussschlingen auf. Bei Flusskilometer 20 trifft die Quebrada Ahuaya von links auf den Río Cashiboya. Dieser mündet schließlich 30 km südsüdöstlich der Provinzhauptstadt Contamana in den Río Ucayali.

## Einzugsgebiet
Der Río Cashiboya entwässert ein Areal von ungefähr 920 km². Dieses liegt im Nordosten des Distrikts Contamana und ist mit tropischem Regenwald bedeckt. Das obere Einzugsgebiet befindet sich im Nationalpark Sierra del Divisor. Das Einzugsgebiet des Río Cashiboya grenzt im Westen an das des Río Pacaya, im Norden an die Einzugsgebiete der Flüsse Río Maquía und Río Tapiche, im Osten an die Einzugsgebiete von Río Callería und Río Tacshitea sowie im Süden an das Einzugsgebiet der Quebrada Zarzal.